# New Mater Volley Castellana Grotte
Maillots
Le club de volley-ball masculin de Castellana Grotte (et qui a changé plusieurs fois de nom en raison de changements de sponsors principaux), évolue au deuxième niveau national (Serie A2).

## Historique

### Nom sponsorisé
- 2009--2016 : BCC-NEP Castellana Grotte
- 2016- : BCC Castellana Grotte

## Résultats sportifs

### Palmarès
| Compétitions nationales                     | Compétitions internationales |
| - Coupe d'Italie A2 (1) - Vainqueur : 2012. |                              |

### Saison par saison
| Saison    | Championnat | Championnat | Championnat | Championnat | Championnat | Championnat | Championnat | Championnat | Coupe d'Italie | Supercoupe d'Italie | Coupe d'Europe | Coupe d'Europe | Autres      | Autres    |
| Saison    | Division    | Niveau      | Phase I     | Pts         | M           | V           | D           | Play-offs   | Coupe d'Italie | Supercoupe d'Italie | Compétition    | Tour           | Compétition | Tour      |
| --------- | ----------- | ----------- | ----------- | ----------- | ----------- | ----------- | ----------- | ----------- | -------------- | ------------------- | -------------- | -------------- | ----------- | --------- |
| 2009-2010 | Serie A2    | II          | 1er/15      | 66          | 28          | 22          | 6           | 1/2 f.      | -              | -                   | -              | -              | CIA2        | 1/2 f.    |
| 2010-2011 | Serie A1    | I           | 13e/14      | 28          | 26          | 10          | 16          | -           | -              | -                   | -              | -              | -           | -         |
| 2011-2012 | Serie A2    | II          | 2e/16       | 65          | 30          | 23          | 7           | Vainqueur   | -              | -                   | -              | -              | CIA2        | Vainqueur |
| 2012-2013 | Serie A1    | I           | 8e/12       | 31          | 22          | 11          | 11          | 1er tour    | -              | -                   | -              | -              | -           | -         |
| 2013-2014 | Serie B2    | IV          |             |             |             |             |             |             | -              | -                   | -              | -              | -           | -         |
| 2014-2015 | Serie B2    | IV          |             |             |             |             |             |             | -              | -                   | -              | -              | -           | -         |
| 2015-2016 | Serie B1    | III         |             |             |             |             |             |             | -              | -                   | -              | -              | -           | -         |
| 2016-2017 | Serie A2    | II          | 2e/10       | 42          | 18          | 16          | 2           | Vainqueur   | -              | -                   | -              | -              | CIA2        | 1/4 de f. |
| 2017-2018 | Serie A1    | I           | 14e/14      | 10          | 26          | 3           | 23          | -           | -              | -                   | -              | -              | -           | -         |

## Joueurs et personnalités du club

### Entraîneurs
- 2009-janv. 2011 :  Radamés Lattari
- Janv. 2011-2011 :  Flavio Gulinelli
- 2011-oct. 2011 :  Luca Monti
- Oct. 2011-2012 :  Vincenzo Di Pinto
- 2012-2013 :  Flavio Gulinelli
- mai 2013-juin :  Bruno Bagnoli
- 2013-2014 :  ?
- 2014-2016 :  Giuseppe Spinelli
- 2015-mars 2016 :  ?
- Mars 2016- :  Giuseppe Lorizio

### Joueurs emblématiques
- Rafael Pascual (réceptionneur-attaquant, 1,95 m)
- Olivier Lamoise (central, 2,05 m)